# ديريك ماي (مخرج)
ديريك ماي هو مخرج كندي، ولد في 1932، وتوفي في 1992.

## وصلات خارجية
- ديريك ماي على موقع IMDb (الإنجليزية)
- ديريك ماي على موقع قاعدة بيانات الفيلم (الإنجليزية)